# Vlag van Wachtebeke
De vlag van Wachtebeke werd door de gemeenteraad op 29 maart 1989 officieel vastgesteld als de gemeentelijke vlag van de Oost-Vlaamse gemeente Wachtebeke. Op 6 juni 1989 werd hij door het Bestuur van Vlaanderen bevestigd en uiteindelijk gepubliceerd op 8 november 1989 in het officiële Belgisch Staatsblad.
Officieel wordt de vlag beschreven als:
Twee even hoge banen van blauw en van geel met op het midden een witte Sint-Catharina van Alexandrië.
De kleuren van de vlag zijn (hoogstwaarschijnlijk) de traditionele kleuren van het Waasland, terwijl Catharina van Alexandrië, de patroonheilige van de parochie, als schildhouder op het gemeentewapen is afgebeeld.
In 2025 is Wachtebeke opgegaan in de gemeente Lochristi. De vlag is daardoor als gemeentevlag komen te vervallen.

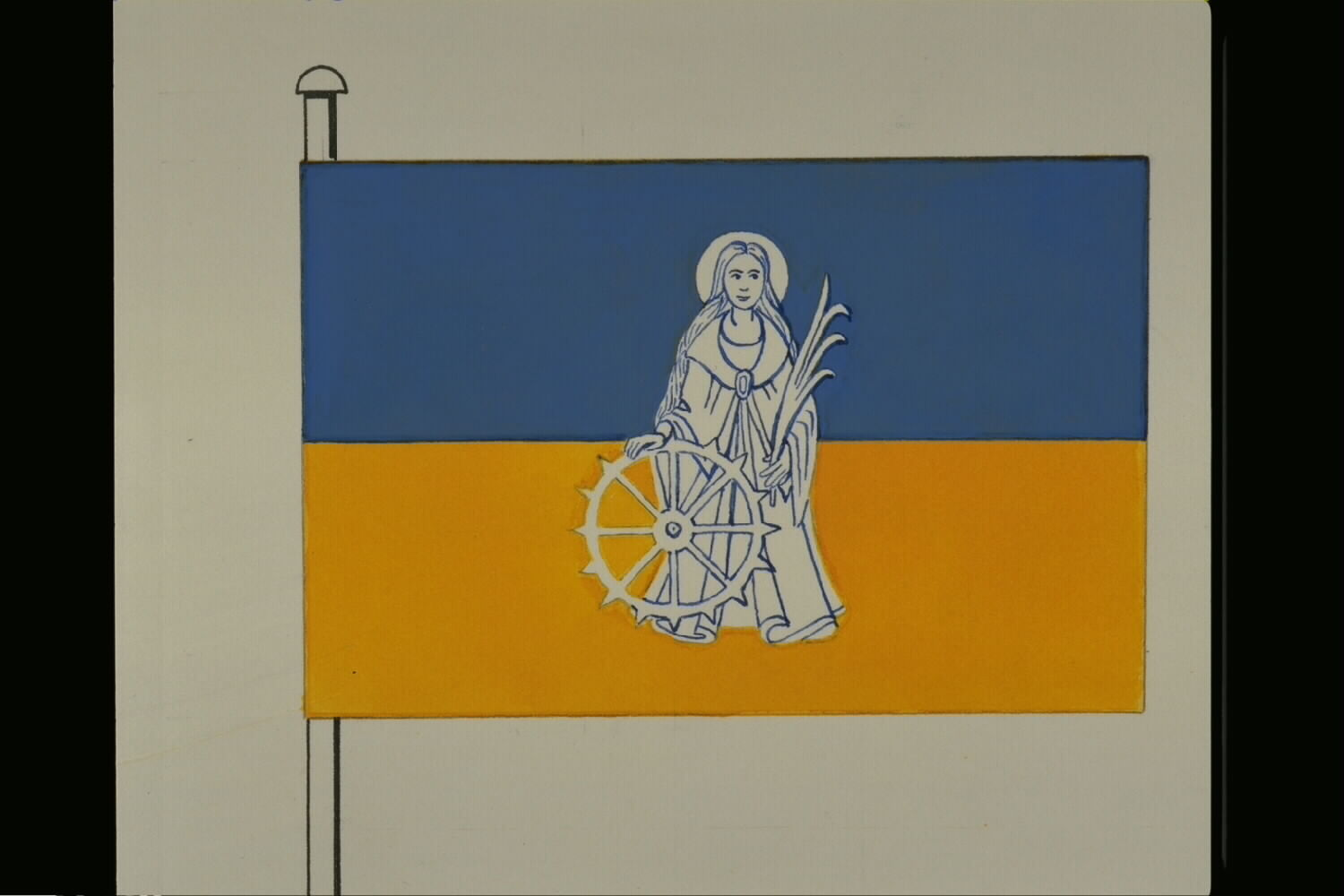
Officiële tekening van de vlag